# Монтаньяс-ду-Тумукумаки (национальный парк)
Монтаньяс-ду-Тумукумаки (порт. Parque Nacional Montanhas do Tumucumaque — «горы Тумукумаки»; tumukuˈmaki) — национальный парк, находящийся на северо-западе Бразилии, в штате Амапа. Расположен на территории дождевых лесов Амазонии. На севере граничит с Суринамом и Французской Гвианой.
В парке Монтаньяс-ду-Тумукумаки расположена самая высокая точка бразильского штата Амапа (Тумук-Умак, порт. Serra do Tumucumaque, 701 м).

## История
Правительство Бразилии объявило Монтаньяс-ду-Тумукумаки национальным парком 23 августа 2003 года после сотрудничества с Всемирным фондом дикой природы. Он является частью коридора биоразнообразия Амапа, созданного в 2003 году и поддерживается Программой охраняемых территорий Амазонки. План управления был опубликован 10 марта 2010 года.
4-я версия браузера Mozilla Firefox получила кодовое название Tumucumaque.

## География
Площадь парка составляет 38 800 км² (для сравнения, площадь Бельгии 30 528 км²), благодаря чему Монтаньяс-ду-Тумукумаки является крупнейшим в мире национальным парком, расположенным в тропических лесах. Общая площадь вместе с находящимся рядом Национальным парком Гвианская Амазония достигает 59 000 км². Эта группа парков лишь немного меньше, чем система парков на бразильско-венесуэльской границе, где на территорию национальных парков Parima-Tapirapeco, Serrania de la Neblina и Serra da Neblina приходится более 73 000 км². Но последние, конечно, меньше, если парки Монтаньяс-ду-Тумукумаки и Гвианская Амазония рассматривать в сочетании с большими охраняемыми зонами, находящимися по соседству в штате Пара, такими как «Grão-Pará Ecological Station», «Maicuru Biological Reserve» и многими другими. Важно то, что все эти территории почти полностью покрывают Гвианское нагорье — один из наиболее защищённых с природоохранной точки зрения, и одновременно — наиболее значительных экологических коридоров влажных тропических лесов в мире. Большое количество видов животных (преимущественно рыб и водоплавающих птиц), обитающих там, являются эндемиками, то есть не обитают в других областях планеты. Монтаньяс-ду-Тукумаки является местом обитания ягуаров, разнообразных приматов, водяных черепах, орлов и агути.

## Климат
Согласно классификации климатов Кёппена парк относится к зоне тропического муссонного климата, общей для северной Бразилии при переходе от биомов к дождевым лесам Амазонии. Средняя температура составляет 25 °C, а количество осадков колеблется от 2000 до 3250 мм в год.
| Показатель                            | Янв.  | Фев.  | Март  | Апр.  | Май   | Июнь  | Июль  | Авг.  | Сен.  | Окт.  | Нояб. | Дек.  | Год    |
| ------------------------------------- | ----- | ----- | ----- | ----- | ----- | ----- | ----- | ----- | ----- | ----- | ----- | ----- | ------ |
| Средний суточный максимум, °C         | 29,0  | 28,8  | 29,2  | 29,4  | 29,5  | 29,6  | 29,9  | 30,8  | 31,7  | 32,2  | 31,6  | 30,3  | 30,2   |
| Средняя температура, °C               | 24,2  | 24,1  | 24,3  | 24,5  | 24,5  | 24,4  | 24,4  | 24,7  | 25,2  | 25,8  | 25,7  | 25,0  | 24,7   |
| Средний суточный минимум, °C          | 20,7  | 20,8  | 21,0  | 21,4  | 21,3  | 21,0  | 20,7  | 20,6  | 20,4  | 20,9  | 21,0  | 21,0  | 20,9   |
| Среднее число солнечных часов в месяц | 121,7 | 109,6 | 112,0 | 104,0 | 129,7 | 165,8 | 171,5 | 207,3 | 218,9 | 220,4 | 199,4 | 163,8 | 1924,1 |
| Норма осадков, мм                     | 111,2 | 116,3 | 168,1 | 226,7 | 348,5 | 231,1 | 189,4 | 105,8 | 76,9  | 38,4  | 43,8  | 75,9  | 1732,1 |
| Средняя влажность, %                  | 84,0  | 84,0  | 85,0  | 85,0  | 87,0  | 85,0  | 85,0  | 82,0  | 76,0  | 74,0  | 75,0  | 79,0  | 81,6   |
| Источник: NOAA                        |       |       |       |       |       |       |       |       |       |       |       |       |        |

## Туризм
Туризм в парке осуществляется в двух разных секторах: секторе Амапари и секторе Ояпок. В секторе Амапари к парку можно попасть из города Серра-ду-Навиу или из муниципалитета Педра-Бранка-ду-Амапари (в летнее время). Путешествие совершается по реке Амапари на алюминиевых лодках (90 км от Серра-ду-Навио) к базе парка, где можно остановиться в кемпинге, адаптированном к условиям Амазонки (гамаки). Доступны пешеходные тропы, купание в реках и наблюдение за животными и растениями.
В секторе Ояпок можно разбить лагерь в Кашуэйра-ду-Анотайе, который расположен на реке Анотайе, притоке реки Ояпок. Этот водопад находится в 40 км от города Ояпоки, его можно достичь на алюминиевых лодках. Также есть возможность посетить Вила Бразил, общину, расположенную на правом берегу реки Ояпок и расположенную напротив французско-гайанской коренной общины Камопи. Жители Вила Бразил, в основном торговцы, предоставляют услуги коренным жителям соседней страны.